# (4505) Okamura
(4505) Okamura es un asteroide perteneciente al cinturón de asteroides, descubierto el 20 de febrero de 1990 por Tsutomu Seki desde el Observatorio de Geisei, Geisei, Japón.

## Designación y nombre
Designado provisionalmente como 1990 DV1. Fue nombrado Okamura en honor al astrónomo aficionado japonés Keiichiro Okamura historiador de astronomía.

## Características orbitales
Okamura está situado a una distancia media del Sol de 3,012 ua, pudiendo alejarse hasta 3,170 ua y acercarse hasta 2,853 ua. Su excentricidad es 0,052 y la inclinación orbital 11,83 grados. Emplea 1909 días en completar una órbita alrededor del Sol.

## Características físicas
La magnitud absoluta de Okamura es 11,4. Tiene 18,762 km de diámetro y su albedo se estima en 0,213.